# Ele e Ela
«Ele e ela» ("Él y ella", en español) fue el título de la canción que representó a Portugal en el XI Festival de la Canción de Eurovisión celebrado en Villa Louvigny, Parque Municipal de la Ciudad de Luxemburgo, Luxemburgo, la noche del 5 de marzo de 1966; que terminó en el puesto Nº 13 (entre 18 participantes), detrás de la canción finlandesa "Playboy" interpretada por Ann-Christine Nyström y antes de la canción danesa "Stop - mens legen er go", interpretada por Ulla Pia.

## La canción
La letra y música de la canción es de Carlos Canelhas, con arreglos y dirección orquestal de Jorge Costa Pinto, y fue interpretada en portugués por Madalena Iglésias.
"Ele e ela" es una balada romántica de música ligera compuesta en estilo surf -muy popular en los comienzos del Festival de Eurovisión- y cantada en tercera persona; la cual describe la felicidad de una pareja enamorada, en donde él es "un buen muchacho y hasta un poco tímido" quien conoce y se enamora de una hermosa chica, cuyo amor es correspondido, y la pareja inicia ahora el resto de sus vidas juntos ya que "él sin ella no es nadie".

## Desempeño en Eurovisión y eventos posteriores
La canción portuguesa fue la octava a ser interpretada en la noche del evento luego de ya la citada canción finlandesa y antes de la canción austríaca "Merci, Chérie", interpretada por Udo Jürgens (la cual terminó siendo, a la postre, la ganadora de esta edición).
Según el sistema de puntuación que se utilizaba para la época cada país participante tenía un jurado de diez miembros y cada jurado otorgaba 9 puntos. Los votos se podían repartir bien sea entre tres canciones (5-3-1), dos canciones (6-3) o una sola (9).
Ele e ela recibió un total de 6 votos, incluyendo cinco de España y uno de Dinamarca.
Como dato curioso esta fue la tercera ocasión consecutiva en donde Portugal, desde su debut en el Festival de Eurovisión (en 1964), terminó en el puesto Nº 13. 
Si bien esta canción no obtuvo un resultado particularmente bueno en el festival, irónicamente la misma terminó convirtiéndose en un gran éxito en su país hasta el punto de ser hoy en día no sólo la canción insignia de Madalena Iglésias por excelencia, sino también en un icono de la música pop portuguesa de la década de 1960.

## Versiones
La canción sería grabada posteriormente por la misma Madalena Iglésias en una versión en castellano (titulada "Él y ella"), la cual se divulgó por España, Francia y los Países Bajos. 
Otros artistas portugueses también hicieron su propia versión de Ele e ela como, por ejemplo, el Conjunto Académico João Paulo (1966) y los grupos Mler Ife Dada (1986, con el título de "Ele e Ela e Eu"), Entre Aspas (1997), Orquestra Nova Harmonia (2001), Rádio Clube Nora y A Canção da Nossa Vida (ambas en 2006).
En la película portuguesa Capitães de Abril (2000) escrita, dirigida e interpretada por Maria de Medeiros y basada en los hechos acaecidos entre la noche del 24 y la madrugada y el resto del día del 25 de abril de 1974 en Portugal (conocidos como la Revolución de los Claveles, la cual puso fin -y en forma incruenta- a los 48 años del régimen del llamado Estado Novo que gobernó a ese país hasta entonces) existe una escena en donde uno de los militares insurgentes que tomaron por asalto la sede de la -ya desaparecida- Rádio Clube Português, está revisando el archivo musical de la radioemisora en búsqueda de una marcha militar y, al encontrar un LP de Madalena Iglésias, les comenta a su superior y a sus compañeros en tono un tanto burlesco que su esposa es fan de la artista y de esta canción para luego cantar la primera estrofa de la misma, mientras los demás militares lo acompañan, ante la mirada atónita del personal de guardia sometido por éstos en pleno alzamiento militar.
El tema fue interpretado por Daniela Pimenta en la imitación que realizó para el Talent show de TVI A Tua Cara Não Me é Estranha (la versión portuguesa del programa español Tu cara me suena) emitido el 5 de febrero de 2012.